# Laurens De Bock
Laurens De Bock (ur. 7 listopada 1992 w Dendermonde) – belgijski piłkarz występujący na pozycji obrońcy w SV Zulte Waregem, do którego jest wypożyczony z Leeds United.